# Ailloncourt
Ailloncourt és un municipi francès situat al departament de l'Alt Saona i a la regió de Borgonya - Franc Comtat. L'any 2007 tenia 278 habitants.

## Demografia

### Població
El 2007 la població de fet d'Ailloncourt era de 278 persones. Hi havia 100 famílies, de les quals 24 eren unipersonals (12 homes vivint sols i 12 dones vivint soles), 28 parelles sense fills, 40 parelles amb fills i 8 famílies monoparentals amb fills.
La població ha evolucionat segons el següent gràfic:
Habitants censats

### Habitatges
El 2007 hi havia 124 habitatges, 108 eren l'habitatge principal de la família, 4 eren segones residències i 12 estaven desocupats. 106 eren cases i 18 eren apartaments. Dels 108 habitatges principals, 71 estaven ocupats pels seus propietaris, 36 estaven llogats i ocupats pels llogaters i 1 estava cedit a títol gratuït; 1 tenia una cambra, 4 en tenien dues, 14 en tenien tres, 30 en tenien quatre i 59 en tenien cinc o més. 88 habitatges disposaven pel capbaix d'una plaça de pàrquing. A 45 habitatges hi havia un automòbil i a 58 n'hi havia dos o més.

### Piràmide de població
La piràmide de població per edats i sexe el 2009 era:
| Homes | Edats   | Dones |
| ----- | ------- | ----- |
| 0     | 95 o +  | 0     |
| 0     | 90 a 94 | 0     |
| 4     | 85 a 89 | 4     |
| 0     | 80 a 84 | 4     |
| 0     | 75 a 79 | 0     |
| 0     | 70 a 74 | 0     |
| 0     | 65 a 69 | 0     |
| 8     | 60 a 64 | 4     |
| 4     | 55 a 59 | 0     |
| 12    | 50 a 54 | 8     |
| 8     | 45 a 49 | 12    |
| 8     | 40 a 44 | 8     |
| 12    | 35 a 39 | 16    |
| 20    | 30 a 34 | 12    |
| 8     | 25 a 29 | 12    |
| 12    | 20 a 24 | 0     |
| 8     | 15 a 19 | 0     |
| 4     | 10 a 14 | 0     |
| 24    | 5 a 9   | 4     |
| 12    | 0 a 4   | 4     |

## Economia
El 2007 la població en edat de treballar era de 186 persones, 137 eren actives i 49 eren inactives. De les 137 persones actives 129 estaven ocupades (73 homes i 56 dones) i 8 estaven aturades (4 homes i 4 dones). De les 49 persones inactives 15 estaven jubilades, 17 estaven estudiant i 17 estaven classificades com a «altres inactius».

### Ingressos
El 2009 a Ailloncourt hi havia 110 unitats fiscals que integraven 305 persones, la mediana anual d'ingressos fiscals per persona era de 17.244 €.

### Activitats econòmiques
Dels 3 establiments que hi havia el 2007, 1 era d'una empresa de fabricació d'altres productes industrials, 1 d'una empresa de construcció i 1 d'una empresa de comerç i reparació d'automòbils.
L'any 2000 a Ailloncourt hi havia 7 explotacions agrícoles.

## Poblacions més properes
El següent diagrama mostra les poblacions més properes.